# Julio II
Julio II (nacido como Giuliano della Rovere) (Albissola Marina, 5 de diciembre de 1443-Roma, 21 de febrero de 1513) fue el papa 216.º de la Iglesia católica, de 1503 a 1513. Se le ha llamado como el Papa guerrero o el Papa terrible por la intensa actividad política y militar de su pontificado. Es uno de los fundadores de los Estados Pontificios. Pero también su papado mostró un «ambicioso mecenazgo que reunió a Bramante, Miguel Ángel y Rafael» mostrándole la historiografía del siglo XX como el «papa más activo en perseguir una política de poder, y dejar en la Roma del Renacimiento su impronta de constructor, administrador y propagandista».

## Primeros años
Giuliano della Rovere era sobrino del papa Sixto IV y primo del cardenal Pedro Riario. Fue educado con los franciscanos a instancias de su tío, quien lo tomó bajo su protección y más tarde lo envió a un convento en La Pérouse donde realizaría sus estudios superiores. En 1471, poco después de que su tío se convirtiera en papa, es nombrado obispo de Carpentras, Francia. En dicho año fue elevado a la dignidad de cardenal presbítero del título de San Pedro ad Vincula.
Con su tío como papa, obtiene una gran influencia, recibiendo hasta ocho obispados: Lausana (1472), Mesina y Catania (1473), Aviñón (1474), Coutances (1476), Viviers (1478), Mende (1478), Sabina (1479), Bolonia (1483), Lodévois (1488), Savona (1499) y Vercelli (1502), además de otras abadías.
A la muerte de su primo, Pedro Riario, accede a la vida política siendo nombrado entonces obispo de Aviñón y, poco después (1476) legado de esta ciudad. En 1480 es enviado al Reino de Francia en calidad de legado pontificio, regresando a Roma a comienzos del año 1482. Demuestra tal habilidad que pronto adquiere gran influencia dentro del colegio cardenalicio, influencia que crece aún más bajo el papado de Inocencio VIII, sucesor de Sixto IV en 1484.

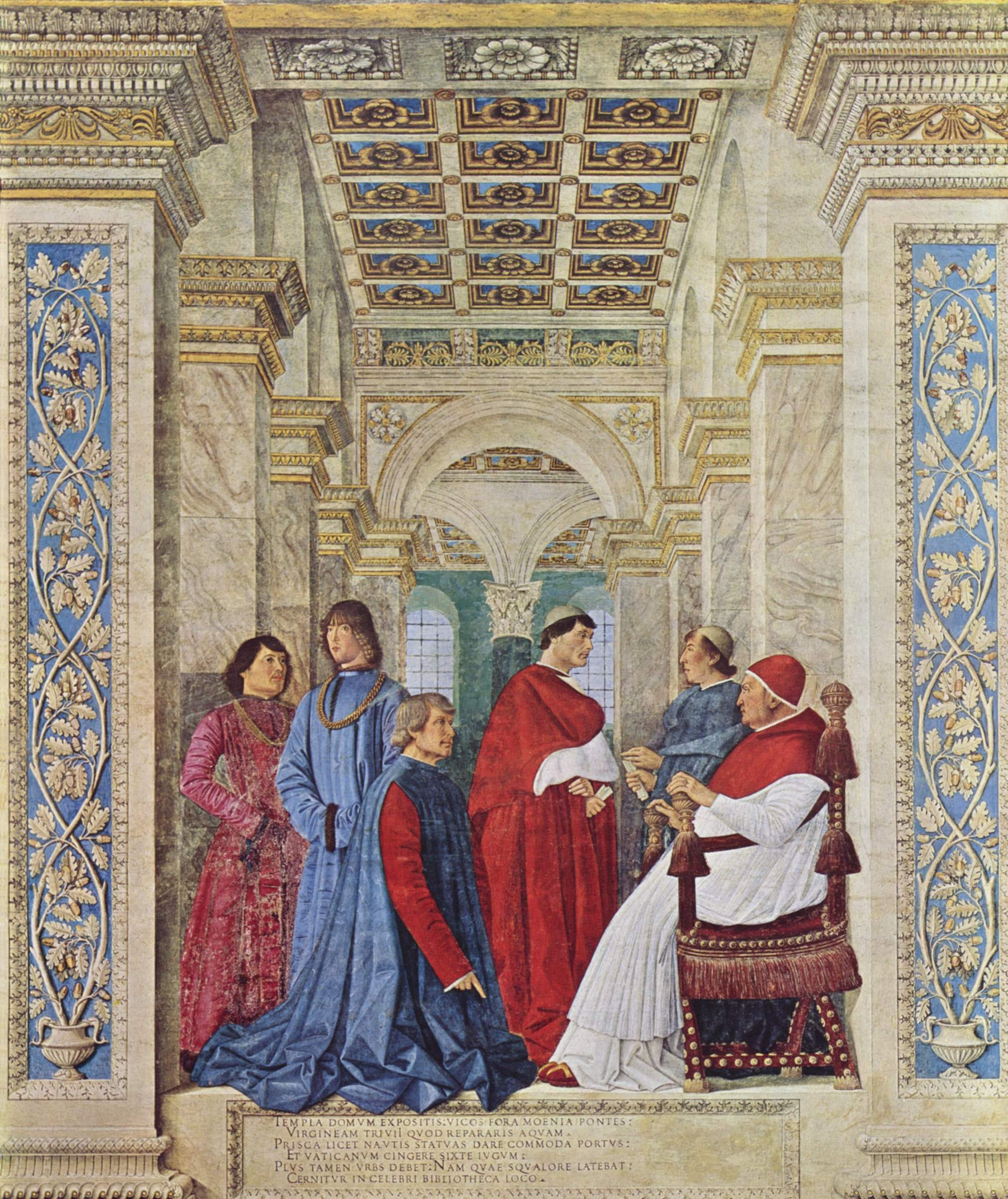
Sixto IV nombra a Bartolomeo Platina prefecto de la Biblioteca Vaticana, fresco de hacia 1477, en los Museos Vaticanos.

Giuliano tuvo varios hijos ilegítimos, pero la única en alcanzar la edad adulta fue Felice della Rovere, nacida en 1483 fruto de su relación con la aristócrata romana Lucrezia Normanini. Poco después del nacimiento de Felice, Giuliano arregla el matrimonio de Lucrezia con Bernardino de Cuspis, maestro di casa del primo de Giuliano, el cardenal Girolamo Basso della Rovere.

## Ascenso al poder
Della Rovere tenía un gran rival en el seno del colegio cardenalicio, el cardenal Rodrigo Borgia, más tarde elegido papa Alejandro VI a la muerte de Inocencio VIII. Della Rovere, que también aspiraba a ser papa, acusa a Borgia de haber sido elegido mediante simonía y gracias a un acuerdo secreto con el cardenal Ascanio Sforza. Tras esta disputa, se refugia de la ira de Alejandro VI en Ostia y meses más tarde marcha a París, donde incita al rey Carlos VIII de Francia a intentar la conquista del Reino de Nápoles. Acompañando al joven rey en su campaña militar, entra con él en Roma y trata de convocar un concilio ecuménico que investigue las acciones del papa Alejandro VI y, finalmente, lo deponga. Sin embargo, el papa Alejandro VI se había ganado el favor de un ministro del rey francés, Guillaume Briçonnet, al ofrecerle la dignidad de cardenal, consiguiendo detener así las maniobras de su opositor.
Alejandro VI muere en 1503 debido probablemente a la malaria, aunque se especula que pudo ser envenenado. Su hijo, César Borgia, también cae enfermo por esas fechas. El cardenal Piccolomini de Siena es elegido nuevo papa bajo el nombre de Pío III, aunque della Rovere no apoyaba esta candidatura. De cualquier forma, el anciano Piccolomini fallece poco después. Della Rovere es elegido finalmente papa bajo el nombre de Julio II el 1 de noviembre de 1503 en el cónclave más breve de la historia, de tan solo unas pocas horas de duración. Obtuvo 35 de los 38 votos posibles, incluidos los de los 11 cardenales españoles que, desaparecido Alejandro VI, todavía obedecían las órdenes de su hijo César Borgia.

## Pontificado
La figura de Julio II, guerrero, político, estratega, maquinador, absolutista y maquiavélico,[cita requerida] se asemeja más a la de un monarca de su tiempo que a la del líder de una religión.[cita requerida] Enemigo implacable de los Borgia, había contemplado impotente cómo Alejandro VI y César Borgia vaciaban el patrimonio de los Estados Pontificios y se apropiaban de sus territorios a título personal. Dedicaría grandes esfuerzos a lo largo de su pontificado a recuperar para la Iglesia los feudos de que había sido despojada, intentando unificar toda Italia bajo la dirección de la Santa Sede. Durante su pontificado se creó además la Guardia Suiza Pontificia (el 22 de enero de 1506) bajo el lema «Acriter et fideliter» (con valor y con fidelidad).
En diciembre de 1503 otorga una dispensa papal que permitiría a Enrique Tudor, duque de York (futuro rey Enrique VIII de Inglaterra), al alcanzar la mayoría de edad, casarse con Catalina de Aragón, viuda de su hermano Arturo Tudor, príncipe de Gales.

### Nepotismo
Julio II continuó la tradicional práctica del nepotismo garantizando el ascenso social de su familia. Sus familiares (Clemente Grosso della Rovere, Galeotto Franciotti della Rovere, Leonardo Grosso della Rovere, Sisto Gara della Rovere) fueron elevados al cardenalato y su sobrino Francisco María della Rovere recibió la señoría de Pésaro.
La hija ilegítima de Julio II, Felice della Rovere contrajo matrimonio en 1506 con Gian Giordano Orsini con el objetivo de conseguir la amistad de la poderosa familia Orsini.

### La lucha contra los Borgia
Sin el respaldo de Alejandro VI, el conglomerado de ciudades que César Borgia había sometido a su obediencia se desmoronó. Algunas retornaron a sus antiguos regidores mientras que otras cayeron en la órbita de la República Veneciana.
César Borgia retenía a finales de noviembre de 1503 las ciudades de Cesena, Forli y Bertinoro. El papa anuncia su intención de que ninguna de las plazas conquistadas en las campañas de los Borgia queden sus manos sino que han de permanecer bajo la jurisdicción de Roma, conminando al duque para que le entregara esas ciudades en nombre de la Iglesia.
El 24 de noviembre de 1503, Julio II ordena la detención de César. El duque es tratado cortésmente, siendo retenido en el palacio del Vaticano y no en las mazmorras de Sant'Angelo. Borgia envía a sus castellanos en la Romaña instrucciones públicas para que entreguen las plazas a Julio II, pero les transmite instrucciones privadas para que las mantengan en su nombre.
Enviado un nuncio a Cesena para la entrega formal de la plaza, es rechazado y su criado, asesinado. El suceso conmocionó a Julio II, que no esperaba tal maniobra. Se realizaron preparativos militares para asediar la plaza, pero el castellano, Diego de Quiñones, la defendió, vinculando la entrega de la misma a la liberación de César.
Finalmente, el duque alcanzó un acuerdo, y entregó Forlì, Cesena y Bertinoro a cambio de su liberación el 19 de abril de 1504.

### La lucha contra la nobleza rebelde
Dos ciudades pertenecientes a la región de la Romaña, Perusa y Bolonia, bajo el mandato de la familia de Gian Paolo Baglioni y de los Bentivoglio respectivamente, rechazaban la soberanía papal. Julio II en persona condujo contra ellas los ejércitos eclesiásticos. En septiembre de 1506 capitulaba Perusa; Bolonia fue reducida por las armas dos meses después, dado que la excomunión de Giovanni Bentivoglio, previa al ataque, no había dado resultado.

### El ataque a Venecia

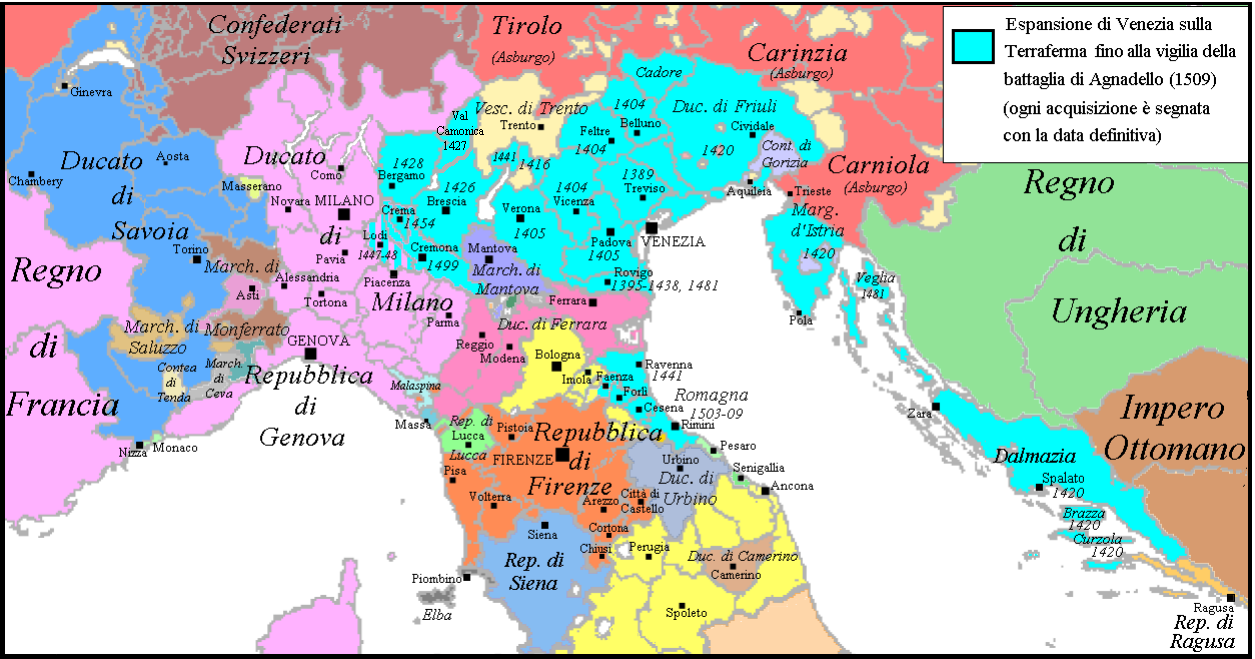
La República de Venecia aprovechó para tomar algunos estados en la Romaña en 1503.

Conjurado el peligro de un potente estado centroitaliano gobernado por el clan Borgia, se presentaba ahora el riesgo que un estado autónomo y desvinculado de la iglesia siguiera existiendo encabezado por Venecia. Contra esta amenaza iba a concitar Julio II sus propios esfuerzos y los intereses de las naciones extranjeras. Como ya hiciera en el pasado cuando incitó al rey francés Carlos VIII a intervenir en suelo italiano para combatir a Alejandro VI, contra la República de Venecia volvía a necesitar la ayuda de las potencias extranjeras.
A tal fin hizo alarde de su talento diplomático. Francia acababa de perder en favor de España todas sus opciones en el Reino de Nápoles. El rey Luis XII de Francia deseaba desquitarse de su afrenta italiana y sucumbió fácilmente a las propuestas del pontífice que le sugirió la posibilidad de conseguir en Venecia lo que la fortuna le había negado en Nápoles. Para convencer al emperador del Sacro Imperio Romano Germánico Maximiliano I de Austria empleó el señuelo de que Padua, Treviso y otras ciudades del Véneto habían sido durante largo tiempo del Imperio. También logró comprometer a España, al Reino de Hungría, al Ducado de Saboya, Florencia y Mantua. Con estos estados se formó la Liga de Cambrai en diciembre de 1508; su objetivo: desintegrar la República de Venecia. Si algún papa tuvo meridianamente claro que se consigue más por las armas que con los anatemas, ese fue Julio II; no obstante, seguramente por lo arraigado de la costumbre secular, hasta él mismo utilizó la excomunión y el entredicho contra Venecia antes de castigarla militarmente. La «Serenísima» no pudo resistir el embate de los ejércitos coaligados y fue derrotada en la batalla de Agnadello en mayo de 1509.
Este descalabro no supuso el fin de Venecia, ni era eso lo que al Papa le convenía. Vencida y dócil, la república se avino a restituir a la Iglesia los territorios romañolos substraídos. Satisfecho con ello, Julio II firmó la paz con los venecianos, les levantó las penas divinas que les había impuesto y se retiró de la liga que él mismo había coordinado. Con el abandono de su promotor y por efecto de la experta diplomacia veneciana que sembró la disensión entre sus componentes, la coalición suscrita en Cambrai feneció en 1510.

### Guerra contra los franceses
Julio II se encontraba ahora ante la tarea de expulsar a los franceses de Génova y Milán, después de haberlos utilizado en el enfrentamiento con Venecia. Su consigna de «¡fuera los bárbaros!» penetró profundamente en el ánimo de los italianos. Julio II sabía que sin la cooperación de alguna potencia europea ellos solos no serían capaces de enfrentarse con éxito al poderoso Luis XII de Francia. Sirviéndose una vez más de la diplomacia organizó la Liga Santa, en la que se integrarían los Estados Pontificios, Venecia y España y que quedó formalmente constituida el 4 de octubre de 1511; un mes después se adhirió a ella el rey Enrique VIII de Inglaterra y algo más tarde el emperador Maximiliano y Suiza.
Mientras se gestionaban aquellos pactos de las naciones europeas contra Francia, el papa había realizado por su cuenta acciones de patente hostilidad antifrancesa: a principios de año, él mismo, como capitán de las tropas pontificias, había conquistado Mirandola, ciudad aliada de los franceses; por otro lado, como jefe religioso, había excomulgado y depuesto al duque Alfonso de Ferrara, esposo de Lucrecia Borgia y simpatizante del rey fránces.
Luis XII de Francia respondió en ambos terrenos: militarmente, realizando una incursión sobre Bolonia donde restableció a los Bentivoglio; en el plano religioso, convocando un concilio en la ciudad de Pisa bajo la supuesta pretensión de reformar las instituciones de la iglesia. El verdadero objetivo del concilio era, sin embargo, debilitar la posición de Julio II y, a ser posible, provocar su caída. La negativa de Francia a prestar obediencia al papa pudo haber supuesto un nuevo cisma de no haber fracasado dicho concilio (solo asistieron cinco cardenales adversarios de Julio II y no fue reconocido ni por la propia Sorbona de París).
El conflicto entre Francia y el papa desembocó en guerra abierta. Luis XII se dirigió a la península italiana con un gran ejército dispuesto a aplastar a las tropas coaligadas. En abril de 1512 se entabló la cruenta batalla de Rávena en la que los ejércitos franceses se mostraron superiores inicialmente y hasta pudieron haber resultado victoriosos si no hubiese encontrado la muerte en la pelea su jefe Gastón de Foix. A partir de este momento solo cosecharon derrotas: hubieron de abandonar Milán, perdieron las ciudades de Bolonia, Parma, Reggio y Piacenza, las tropas suizas les vencían en Novara y fuerzas de la Liga les hicieron traspasar los Alpes y aún les acosaron hasta Dijon, mientras los ingleses amenazaban con cruzar el estrecho y Maximiliano se disponía a penetrar por su frontera.
En el Congreso de Mantua de 1512 las potencias coaligadas acordaron castigar a la República de Florencia por el apoyo brindado a Francia y reponer en el gobierno a los aliados Médicis.
De ahí la entrega de algunas tropas bajo el mando de Ramón Folch de Cardona-Anglesola al cardenal de Médici, futuro León X. Entraron en Toscana y asediaron la ciudad de Prato. Su capitulación siguió a una trágica devastación que duró 21 días. El episodio es trágicamente conocido como el saqueo de Prato. Temiendo que al saqueo de Prato pudiera seguir el saqueo de Florencia, el gobierno florentino se rindió voluntariamente a la facción Médici y así los Médici pudieron recuperar el control de la ciudad (14 de septiembre de 1512), mientras mantenían sus instituciones republicanas.

### Conquista de Navarra y muerte

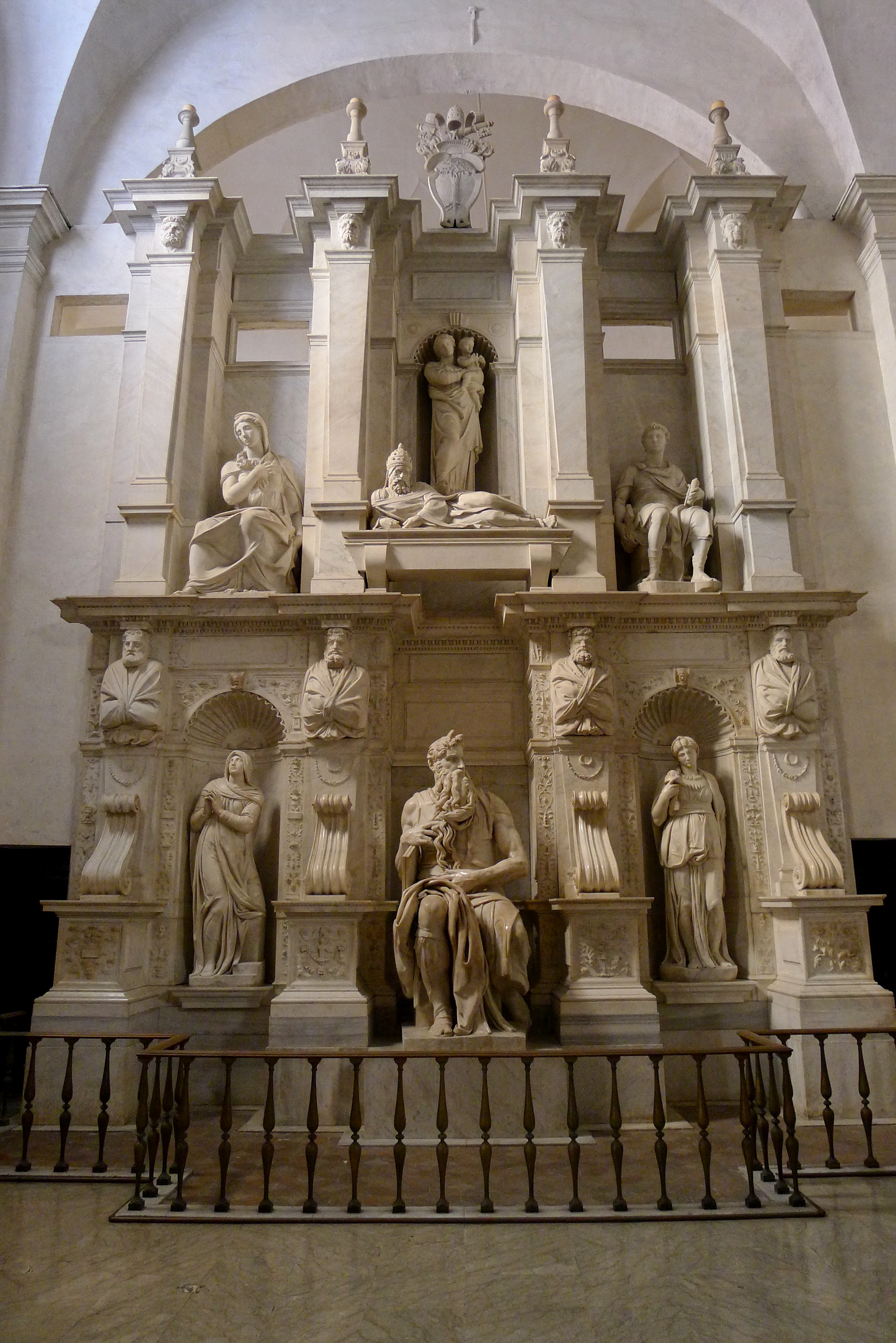
Tumba de Julio II en la basílica San Pietro in Vincoli.

Julio II tuvo la oportunidad de agradecer al rey Fernando el Católico la ayuda prestada para expulsar de Italia a los franceses. La corona de Navarra estaba en 1512 en posesión de Catalina de Foix, casada con Juan III de Albret. Su identificación con la causa francesa en el enfrentamiento con el pontificado y la alianza que mantuvieron con Luis XII de Francia fue una excusa para que Fernando, Regente de Castilla, con el pretexto de que los monarcas navarros fomentaban las doctrinas albigenses, obtuviera del papa una bula papal, la Pastor Ille Caelestis. En esta bula se excomulgaba de forma genérica a los aliados del rey francés. Posteriormente en una segunda bula, en 1513, denominada Exigit Contumacium, la casa de Albret quedaba desposeída de su reino y se liberaba a los súbditos navarros del juramento de fidelidad a sus reyes, quedando el reino a merced de quien lo tomara primero. Fernando ya tenía invadido el reino de Navarra desde el verano del año anterior con un ejército castellano al mando de Fadrique Álvarez de Toledo, II duque de Alba, por lo que Julio II, mediante esta última bula, trató de legitimar la conquista realizada por el rey Católico. En 1515 por acuerdo de las Cortes de Burgos, sin navarros presentes, quedó incorporada a Castilla, aunque las contraofensivas militares continuaron durante varios años más. Finalmente, ya con Carlos I, se renunció a la Baja Navarra debido a que este territorio no se consiguió controlar por España.
Neutralizado el poder militar de Luis XII de Francia quedaban por contrarrestar las posibles secuelas del concilio de Pisa. Para barrerlas por completo, no sin antes haber excomulgado a los cardenales asistentes al falso concilio, convocó el V Concilio de Letrán en 1512. Cavilaba ahora el pontífice cómo arrojar del suelo italiano a los españoles que se estaban convirtiendo en sus nuevos amos. Buscaba una salida al círculo vicioso en el que se veía inmerso desde que pretendió imponer su autoridad sobre Venecia, y que le arrastraba a caer en manos de una potencia extranjera para librarse de otra a la que se había entregado previamente por la misma razón.
Julio II murió el 21 de febrero de 1513 sin haber podido solucionar este problema.

## Gobierno eclesiástico de Julio II
El 14 de enero de 1505 Julio II emite la bula papal Cum Tam Divino, en la cual declara que una elección pontificia contaminada por simonía es nula.
Durante su pontificado Julio II intentó reformar las órdenes monásticas y mendicantes mediante ordenanzas. La regla monástica definitiva de la Orden de los Mínimos fue aprobada por Julio II en 1506.
El 12 de julio de 1505 concede una bula a Rodrigo Fernández de Santaella, arcediano de la catedral de Sevilla, autorizando la creación de un colegio y universidad para la enseñanza de Artes, Lógica, Filosofía, Teología y Derecho tanto Canónico como Civil. El 16 de junio de 1508 una nueva bula ratificaba los privilegios de la primera y los ampliaba.
Con motivo de la evangelización del Nuevo Mundo por medio de la bula papal Universalis Ecclesiae Regiminis del 28 de julio de 1508 Julio II concedió a los Reyes Católicos el real patronato sobre todas las iglesias de la indias occidentales. Por medio de la bula papal Romanus Pontifex del 8 de agosto de 1511 el papa creó tres diócesis ubicadas en el Nuevo Mundo: diócesis de Santo Domingo, diócesis de Concepción de La Vega, diócesis de San Juan de Puerto Rico.
El 23 de septiembre de 1512 Julio II otorgó el privilegio, mediante bula, de celebración de un año santo jubilar en el monasterio español de Santo Toribio de Liébana, en Cantabria, siendo desde entonces uno de los escasos lugares santos del mundo, junto con Roma, Jerusalén, Santiago de Compostela y Caravaca de la Cruz, con este privilegio.
El último año del pontificado de Julio II, fue organizado en Roma el coro llamado Cappella Giulia.

## Mecenazgo

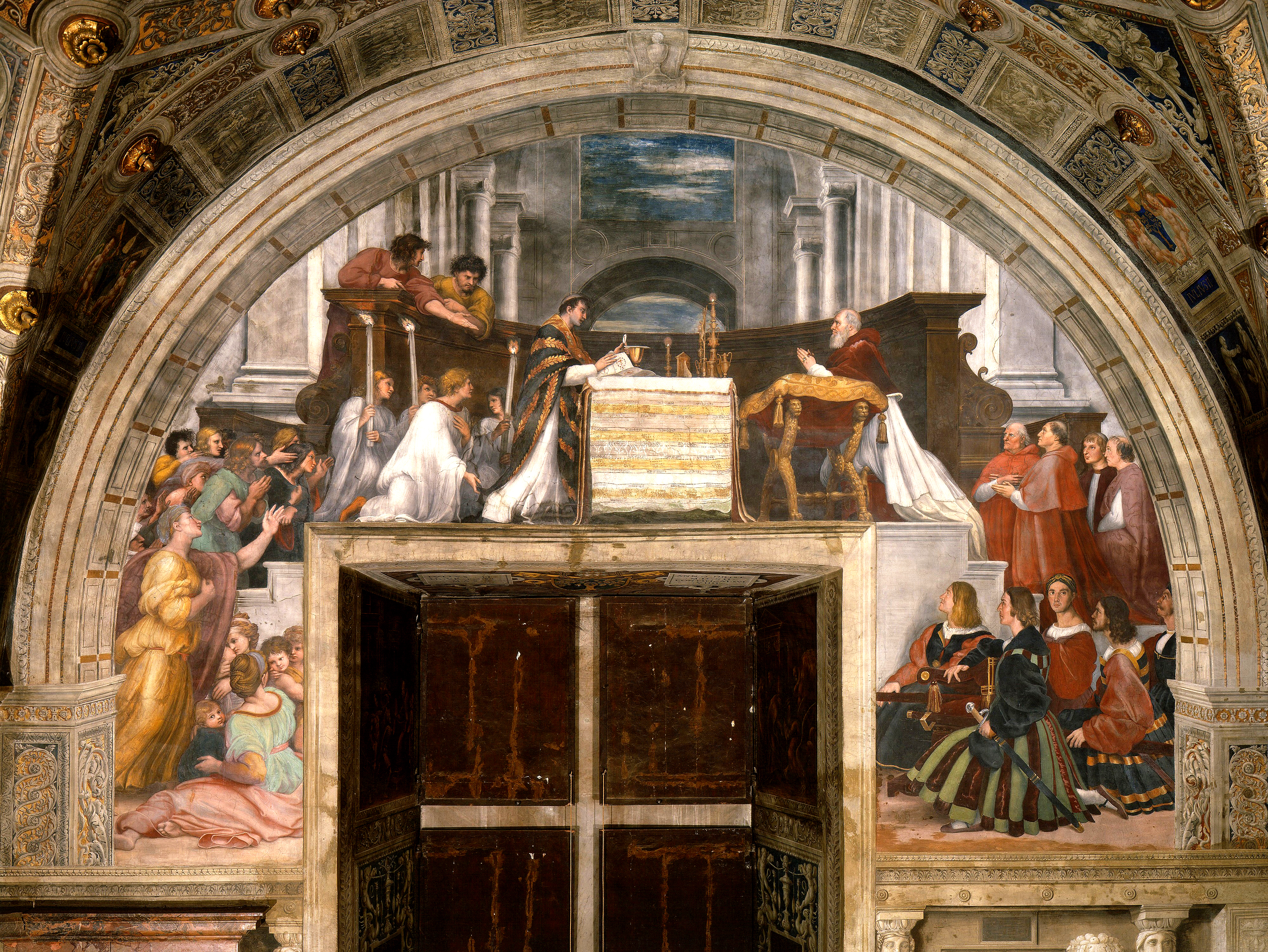
La misa de Bolsena, 1512. Estancia de Heliodoro.

El Papa guerrero fue también un gran mecenas de las artes. Protegió, entre otros, a Rafael Sanzio, a quien encargó decorar cuatro estancias del Palacio Apostólico que serían conocidas posteriormente como las estancias de Rafael con cuadros como: el Retrato de Julio II, la misa de Bolsena, la expulsión de Heliodoro del templo, etc y a Miguel Ángel, a quien encomendó pintar la bóveda de la Capilla Sixtina.
La construcción de la actual basílica de San Pedro se inició el 18 de abril de 1506 bajo su impulso, eligiendo este día y hasta la hora de colocación de la primera piedra por consejo de sus astrólogos. Se encargó el proyecto al arquitecto Donato d'Angelo Bramante, siendo terminado en 1626 con Paulo V.

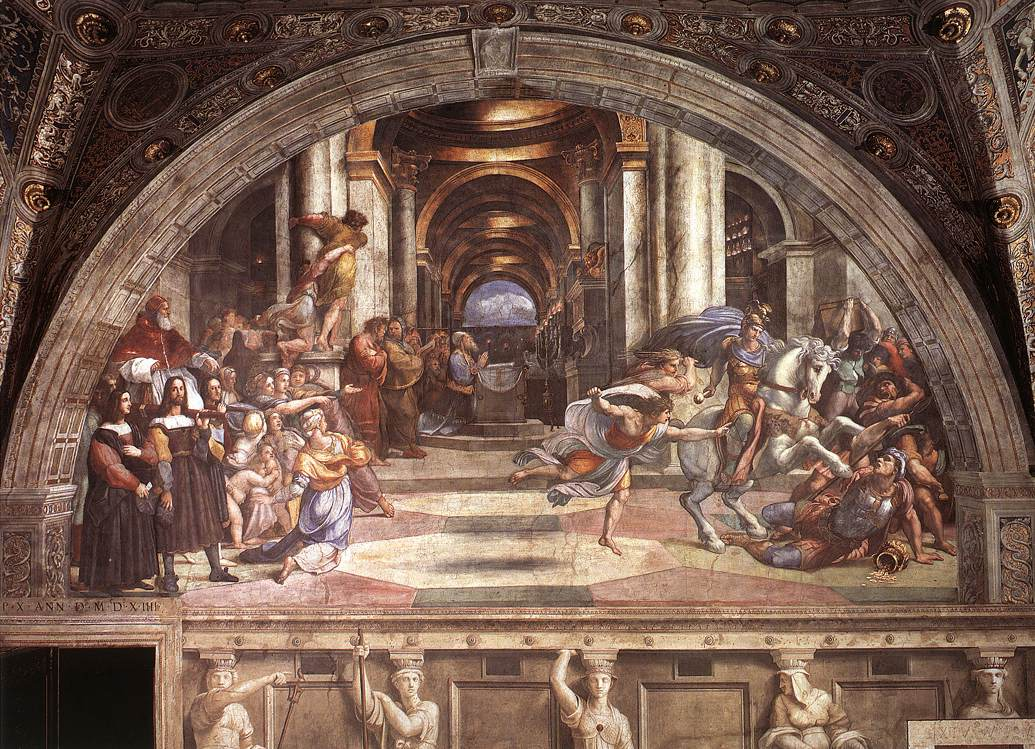
La expulsión de Heliodoro del templo, 1511-1512.

Uno de los proyectos artísticos más queridos de Julio II fue el de su propio sepulcro, que encargó a Miguel Ángel. Tras años trabajando en el proyecto, y varios diseños y variaciones, el genial escultor solo pudo terminar enteramente una escultura representando a Moisés. La sepultura definitiva del papa, terminada por los discípulos del florentino, se erigió finalmente en la iglesia romana de San Pedro ad vincula.

## En la cultura popular

### En televisión
| Año       | Película    | Director    | Actor       |
| --------- | ----------- | ----------- | ----------- |
| 2011-2013 | The Borgias | Neil Jordan | Colm Feore  |
| 2011-2014 | Borgia      | Tom Fontana | Dejan Čukić |

### En el cine
| Año  | Película                 | Director          | Actor           |
| ---- | ------------------------ | ----------------- | --------------- |
| 1965 | El tormento y el éxtasis | Carol Reed        | Rex Harrison    |
| 2006 | Los Borgia               | Antonio Hernández | Eusebio Poncela |

### En la literatura
Las profecías de San Malaquías se refieren a este papa como Fructus Jovis juvabit (El fruto de Júpiter agradará), cita que hace referencia a que en su escudo de armas aparece un roble, el árbol de Júpiter.

## Sucesión
| Predecesor: ¿?                            | Obispo de Carpentras 1471-1472                                      | Sucesor: Frédéric de Saluces              |
| Predecesor: Francesco Della Rovere        | Cardenal presbítero de San Pietro in Vincoli 1471-1479              | Sucesor: Convertida en In commendam       |
| Predecesor: Jean di Michaëlis             | Obispo de Lausana 1472-1473                                         | Sucesor: Benoît di Montferrand            |
| Predecesor: ¿?                            | Obispo de Catania 1473-1474                                         | Sucesor: ¿?                               |
| Predecesor: Alain de Coëtivy              | Arzobispo de Aviñón 1474-1503                                       | Sucesor: Antoine Florès                   |
| Predecesor: ¿?                            | Obispo de Coutances 1476-1477                                       | Sucesor: ¿?                               |
| Predecesor: ¿?                            | Obispo de Viviers 1477-1478                                         | Sucesor: ¿?                               |
| Predecesor: ¿?                            | Obispo de Mende 1478-1479                                           | Sucesor: ¿?                               |
| Predecesor: Convertida desde sede titular | Cardenal presbítero de San Pietro in Vincoli in commendam 1479-1503 | Sucesor: Galeotto Franciotti Della Rovere |
| Predecesor: Berardo Eroli                 | Cardenal obispo de Sabina-Poggio Mirteto 1479-1483                  | Sucesor: Oliverio Carafa                  |
| Predecesor: Guillaume d'Estouteville      | Cardenal obispo de Ostia 1483-1503                                  | Sucesor: Oliverio Carafa                  |
| Predecesor: Francesco Gonzaga             | Obispo de Bolonia 1483-1502                                         | Sucesor: Giovanni Stefano Ferrero         |
| Predecesor: ¿?                            | Obispo de Savona-Noli 1483-1502                                     | Sucesor: ¿?                               |
| Predecesor: Giovanni Stefano Ferrero      | Obispo de Vercelli 1502-1503                                        | Sucesor: Giovanni Stefano Ferrero         |
| Predecesor: Pío III                       | Papa 1 de noviembre de 1503-21 de febrero de 1513                   | Sucesor: León X                           |